# Вилла-ди-Серио
Вилла-ди-Серио (итал. Villa di Serio) — коммуна в Италии, располагается в регионе Ломбардия, подчиняется административному центру Бергамо.
Население составляет 5834 человека, плотность населения составляет 1459 чел./км². Занимает площадь 4 км². Почтовый индекс — 24020. Телефонный код — 035.
Покровителем населённого пункта считается святой Стефан Первомученик. Праздник ежегодно празднуется 26 декабря.